# 二江寺拱橋
二江寺拱橋位於四川省成都市雙流縣華陽鎮，文物遺址年代判定為清。2002年12月27日公佈為四川省第六批省級文物保護單位。